# Молдавське князівство
Молда́вське князі́вство (ст.-укр. Землѧ Молдавскаѧ; лат. Principatus Moldaviae, рум. Țara Moldovei, тур. Moldova Prensliği) — монархічна держава у Східній Європі, що існувала в XIV—XIX ст. Займала терени сучасної республіки Молдова, запрутської Західної Молдови, а також Буковини, Бессарабії та Буджака. В давнину поділялась на Верхню країну, Нижню країну і Бессарабію, причому в Бессарабію входила частина Поділля і значна частина сучасної Одеської обл. Керувалася князями, що носили титул воєвод-господарів, й походили з роду Богданів. Мала столицю у містах Серет (1359—1385), Сучава (1385—1572), Ясси (1572—1861). Панівною релігією було православ'я, а мовою діловодства — староцерковнослов'янська. Населення було етнічно строкатим — волохи, русини, угорці, печеніги, половці, татари. Мала тісні культурно-історичні зв'язки із Волощиною і Трансильванією, а також Закарпаттям, Галичиною та Поділлям. Заснована у XIV ст. як васальна держава Угорщини. За правління воєводи Богдана I стала незалежною. В часи Петру I приєднала Придністров'я й стала васалом Польщі (1387). Отримала власну Молдавську митрополію від Константинополя за князювання Олександра I. Найбільшого розквіту зазнала за правління Штефана III Великого, який відзначився перемогами над Османами і Польщею. По смерті Стефана Великого була ареною турецько-польських воєн. Згодом стала васалом Османської імперії (з 1498), втратила частину земель у Буджаку і Бессарабії. Ненадовго об'єднана з Валахією і Трансильванією Міхаєм Хоробрим, а також на короткий проміжок із Трансильванією в часи Міхая I. Під час князювання Димітрія Кантемира намагалася перейти під протекторат Російської імперії (1711), але через поразку від турків залишилася під Османами. Відтоді керувалася представниками родів греків-фанаріотів (1711—1821). Ослабла внаслідок австро-турецьких і російсько-турецьких воєн. Втратила Буковину (11 % території) на користь Австрії (1774), а Бессарабію (48 % площі) — на користь Росії (1812). Припинила існування 1859 року об'єднавшись із Валахією у одне князівство. У 1812 році значна частина земель Молдавського князівства була приєднана до Російської імперії з назвою Бессарабія, а інша історична частина з колишніми столицями 1861 року ввійшла до складу Румунії.

## Етимологія
- Молдавія (лат. Moldavia, грец. Μολδαβία) — середньовічна і ранньомодерна назва.
- Молда́ва (ст.-укр. Молдава) — староукраїнська назва[5], що походить від однойменної річки.
- Молдова — румунська назва
- Молда́вська земля́ (ст.-укр. Земля Молдавская[6][7][8], рум. Цара Молдовей[9])
- Богдан, Богданія (осман. Boğdan) — в османських, монгольських, єгипетських і арабських джерелах від імені Богдана І.
- Мала Валахія (лат. Wallachia Minor)
- Русо-Влахія, або Русовлахія (Ῥωσοβλαχία) — у слов'янських та візантійських джерелах; на противагу Угро-Влахії (власне Волощині). За візантійською класифікацією.
- Мавро-Влахія (Чорна Влахія) — у візантійських, перських і монгольських джерелах.
- Волощина — у польських і українських джерелах у XV–XVIII ст.

## Географічні межі
Молдавське князівство розташовувалося у західній частині Північного Причорномор'я, на заході Понтійського степу. Північним і східним кордоном країни була річка Дністер, південним — гирло Дунай і нижня течія річки Серет, західним — Карпати у районі верхів'їв річок Черемош, Сучава, Бистриця. На південному заході Молдавія мала вихід до Чорного моря. Центральною транспортною артерією князівства слугувала річка Прут, що текла з півночі на південь і впадала до Дунаю.

## Історія

### Передісторія
Археологічні розкопки свідчать про те, що практично всі землі, на яких сформувалося середньовічне Молдавське князівство, були територією поширення трипільської культури.
Вже з доісторичних часів Східне Прикарпаття, в долинах Молдави, Дністра, Прута, Сірету, Сочави та Черемоша почали заселяти осілі скотарі та землероби.
На межі нашої ери терени майбутнього князівства перебували під впливом дакійських племен та їх державних утворень, зокрема Римської Дакії, який через постійні набіги степовиків з Північного Причорномор'я був не надто значним.
У середині І тисячоліття на цих землях виникло декілька територіальних утворень, що поставали скоріше для координації сил у боротьбі із супротивником. Кожною такою «дєржавою» управляв князь, який мав воєнну, судову та адміністративну владу і був великим землевласником. Кілька таких суб'єктів об'єднувалися у більше воєводство на чолі воєводою, основним призначенням якого була координація зусиль під час війни.
З часів формуванням Антського союзу територія стає ареалом роселення тиверців, першу письмову згадку про що зафіксовано (IX століття) у «Повісті минулих літ».
Надалі значна частина земель (південь майбутньої Молдавії) увійшла до складу Першого та Другого Болгарського царства. Північна частина стала частиною Руської держави (Галицького, пізніше Галицько-Волинського князівства), яка протягом XI-ХІІ ст. взяла під свій контроль всю територію між Карпатами та Дністром аж до гирла Дунаю.
З другої половини XIII ст. до першої половини XIV ст. південно-східна частина Дністровсько-Карпатських земель була у складі Золотої Орди. Північні райони, у Прикарпатті, хоч і перебували в певній залежності від ординців, але залишалися під контролем Галицько-Волинського князівства.
У якості найбільш розвинутого міста у цій місцевості, котра продовжувала відігравати важливу економічну і політичну роль як «Серетський торговельний шлях», у 1300 згадується Баня (лат. Civitas Moldaviae). Її урядник Олександр Молдавович (лат. Alexandro Moldaowicz у тогочасному документообігу) в 1334 брав участь в укладані союзу між Галицько-Волинським князівством та Німецьким орденом. Разом з іншими руськими боярами скріпив печаткою підписаний Юрієм II договір.
В історичних документах XIV століття згадуються державні формування у Північній Молдавії — «республіка» Кимпулунг і воєводство Шепеніц, розташоване між Лозиною і Дністром, що включає могутню фортецю Хотин.

### Утворення держави
Згідно з легендою, яка вперше зустрічається у молдавському літописі «Cronica Anonimă a Moldovei» (Анонімна хроніка Молдавії), походження назви «Молдавія» має наступну легенду. Воєвода Марамурешу, Драгош (Dragoş) полював якось на зубра. Ця тварина була незвичайною тим, що мала зірку на лобі. Драгоша супроводжував його улюблений пес на ім'я Молда. Полювання завело воєводу на береги невідомої річки.
На її берегах він і наздогнав зубра та вбив його, проте в боротьбі загинув і пес. Згідно з легендою, Драгош назвав річку Молдавія в пам'ять про нього. З того часу герб Молдавії має зображення голови зубра із зорею на лобі. Драгош став першим володарем Молдавії (як марки Угорського Королівства) в 1352–1353 після об'єднання феодально роздроблених воєводств.

### Васал Русі та Угорщини

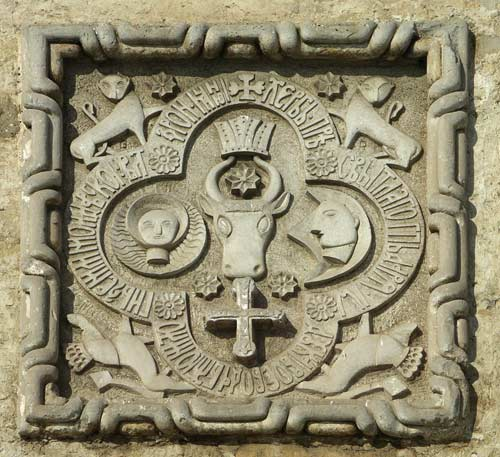
Герб Молдавії, висічений на стіні церкви у монастирі Четацуя (Mãnãstirea Cetatuia) в Яссах.

Частина Молдавського князівства входила до складу Королівства Русі ще з часів королів Данила та Лева І. 1334 р. в грамоті галицько-волинського князя Юрія II згадується «вірний вельможа» Олександр Молдавович, що в той час урядував в Русо-Влахії.
В другій половині XIII — першій половині XIV століття південно-східна частина Дністровсько-Карпатських земель входила в склад Золотої Орди. Райони карпатських передгір'я безпосередньо не входили в володіння Орди, але, знаходились в васальній залежності від неї.
В XIV столітті Золота Орда почала занепадати. В середині 1340-х років угорці розгромили золотоординське військо. Землі в басейні річки Молдавія опинилась під владою угорських королів. На цій території утворилось Молдавське князівство — спочатку як васальне князівство Угорського королівства.
Першим намісником Молдавії (бл. 1351—1353) був Драгош I, волоський воєвода з Мармарощини, з іменем якого пов'язують виникнення Молдавського князівства. Після Драгоша Молдавією управляли його син — Сас (1354—1358) та внуки — Драг і Балк (1359).

### Незалежність

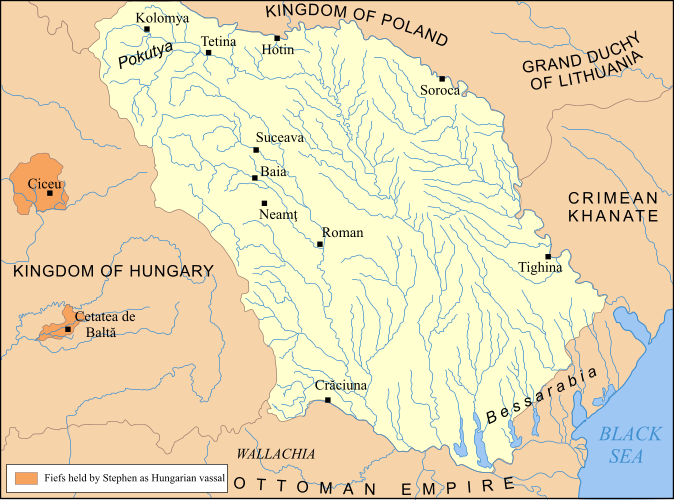
Молдовське князівство за Штефана чел Маре (бл. 1500)

У 1359 році, в результаті виборів і повстання проти угорського панування, князівство стало незалежним. Першим правителем незалежного Молдавського князівства став Богдан I (1359—1365), який до того був колишнім спадковим воєводою в Марамуреші і васалом угорського короля. Він воював з військом самого угорського короля, уклав політичний союз з місцевими татарськими ханами та захищав татар від угорців.
Невдовзі після переможної битви литовського князя Ольгерда на Синіх Водах у татар військово-дипломатичним шляхом було відвойовано межиріччя Прута і Дністра. Причому археологічні знахідки свідчать, що при Богдані татарська культура досягла апогею свого розвитку. Це підтверджує і золотий перстень Богдана, на якому арабською мовою написано «Емір Богдан».
Син Богдана Петро I Мушат розбудовує державні інститути в Молдавії, вирішує національне питання — всі мешканці, незалежно від етнічного походження, урівнюються в правах і називаються «земляни молдавські», визначається з державною мовою і державною вірою,, зміцнює волоське право і державну канцелярію, карбує монети, будує міста, фортеці, монастирі і храми, налагоджує економіку і торгівлю, підтримує дружні зв'язки з сусідніми князівствами, укладає військово-політичний союз з Владіславом Ягайло, який з Вітовтом управляли литовськими територіями від Балтійського до Чорного моря — «від моря до моря».
Роман I Мушат (1392—1394) відсуває кордони на півдні до гирла Дунаю і Чорного моря; південна частина території між Лозиною і Дністром, названа Бессарабією за ім'ям першого її власника — представника династії Басарабів з Волощини, разом з фортецями Килія і Четатя-Албе входить у природні кордони історичної Молдавії. Сам Роман І гордо називав себе великим господарем, єдиним владикою Землі Молдавії від гір до моря.
У 1400 році до князівства була включені і фортеця Білгород (сучасний Білгород-Дністровський). Східним кордоном князівства була річка Дністер. Західний кордон проходив по вершинах Карпатських гір, південний — по Чорному морю, річкам Дунай, Серет і Мілків. На півночі природного кордону не було, Покуття було надано Владіславом Ягайлом Молдавському господарю Петру I Мушату в заставу. По смерті польського короля довший час було спірною територією, через яку вели війни Молдавське князівство й Польща.
Олександр Добрий остаточно приєднав до Молдавського князівства Буковину. Таким чином, історична Молдавія охоплювала територію між Східними Карпатами (лісистими Карпатами), Дністром, Чорним морем і Дунаєм, поділяючись на три історичні землі-Цара-де-Сус,Цара-де-Жос та Бессарабію. Те, що Молдавія знаходилася на перетині торгових шляхів, а відтак інтересів Австрії, Росії і Туреччини, які змагалися за першість у Південно-Східній Європі, значною мірою пояснює подальші територіальні захоплення великих імперських держав.
Незважаючи на перемоги, здобуті над турецькими і татарськими, угорськими і польськими загарбниками, що нападали одне за одним на Молдавію, Штефан III Великий (Штефан чел Маре), національний герой Молдавії, змушений був зрештою піти на компроміс, сплачувати данину і поступитися султану Баязіду II влітку 1484 р. південною частиною Молдавії — Бессарабією — разом з Килією і Четатя Албе.

### Васал Османської імперії
У 1513 р., через кілька років після смерті Стефана III, Молдавія змушена прийняти режим османського сюзеренітету. Цей режим був закріплений серією двосторонніх договорів, що передбачали взаємні зобов'язання і якими Молдавія визнавалася не завойованою силою зброї, а такою, яка «підкорилася» туркам. Так, за виплачувану султану данину, Молдавія мала право жити за власними законами, проводити власну зовнішню політику, обирати власного господаря, використовувати свою (давньоукраїнську і романську) мову в школі і церкві, а Османська імперія зобов'язувалася захищати цілісність Молдавії.
З цього моменту і до 1711 р. (останнє антиосманське повстання Кантемира — нащадка ханських родів) господарі Молдавії, проте, як і Валахії, намагаються звільнитися від сюзеренітету Порти і повернути незалежність як військовим, так і дипломатичним шляхом за військової підтримки польських магнатів та українських полковників/гетьманів.
У травні 1600 р. господар Волощини (Мунтенії) Михайло Хоробрий (Міхай Вітязул) також на короткий час стає господарем Молдавії, об'єднавши таким чином три князівства: Волощину, Трансильванію і Молдавію. Проте зазнає поразки від польських коронних гетьманів і Молдавія стає буферною державою між Османською імперією і Річчю Посполитою.
Надалі протягом російсько-турецьких війн Молдавське князівство підпадало під вплив Московського, що вважала себе як захисником православних. У 1812 р. після за Бухарестським мирним договором Росія анексувала в Молдавського князівства Бессарабію, а сама Молдавія та Волощина повернулися під вплив Османської імперії.
У 1842 р. у Молдавії та Волощині, відбулися революції, що мали на меті демократичні зміни та подальше об'єднання двох князівств, але їх задавили російські та османські війська.
З 1858 до 1861 р. з активним міжнародним втручанням тривало об'єднання Дунайських князівств в єдину державу Об'єднане князівство Волощини та Молдавії.

## Державний устрій

### Адміністративний поділ
- Білогородський повіт (Білгород)
- Баковський повіт (Бакова / Бакеу)
- Бендерський повіт (Бендери / Тягиня, Тягнякячя)
- Хотинський повіт (Хотин)
- Чернівецький повіт (Чернівці)
- Яський повіт (Ясси)

### Військо

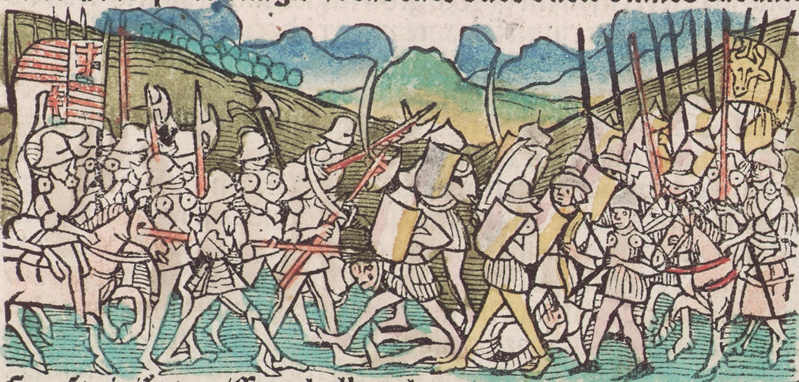
Битва при Баї 1467 року між молдаванами (праворуч) і угорцями (ліворуч).

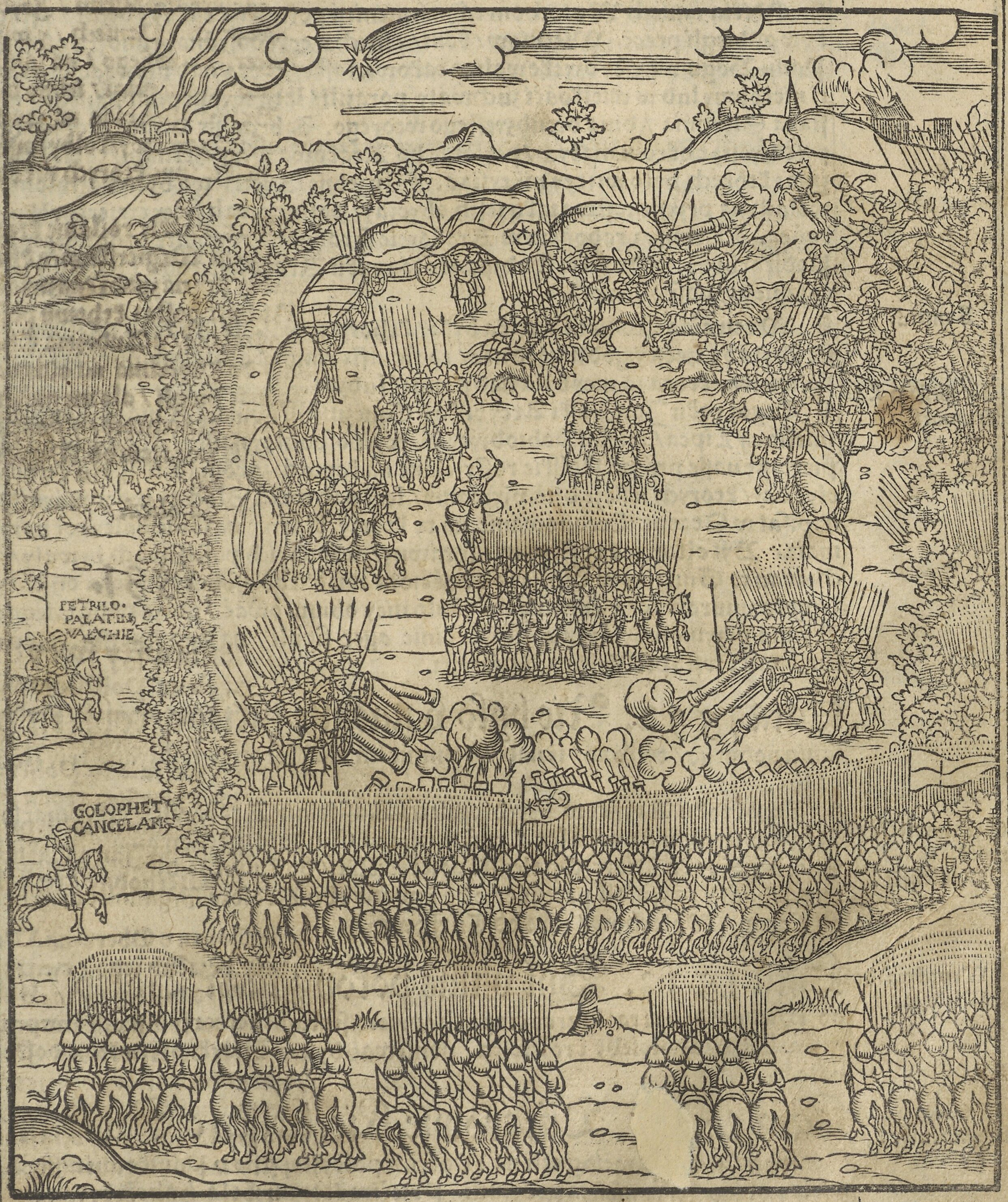
Молдавське військо в битві під Обертином 1531 року.

Молдавське князівство часто вело війни з сусідами: Угорщиною, Польщею, Османською імперією, українськими козаками і татарами. Для захисту держави воно мало власне військо, що поділялося на дві складові — регулярне (мале військо) і нерегулярне (велике військо). Основу першого становили бояри, а другого — селяни.
У «малому війську» служили професіонали: бійці дружини молдавського господаря, члени боярських загонів і найманці. Воно ніколи не розпускалося, а його найменша кількість становила до 10 тисяч вояків. Нерегулярне «велике військо» скликалося лише в крайніх випадках. До нього збирали більшу частину боєздатного чоловічого населення країни, переважно вільних селян. Таке військо нараховувало до 40 тисяч чоловік.
Головнокомандувачем молдавського війська був молдавський господар. За його відсутності збройними силами командував великий ворник, або наказний воєвода. Нижче за званням стояв гетьман.
За правління Стефана III була проведена військова реформа, покликана зменшити боярський вплив у війську, а також збільшити призов селян. Гарнізонна служба в містах покладалася на міщан. Згідно зі свідченнями польського хроніста Яна Длугоша, кожен молдавський селянин мусив мати зброю.
У XV ст. на озброєнні бояр і надвірних слуг (куртян) були мечі, шаблі, луки зі стрілами, списи. Захисне спорядження складалося з кольчуг, шоломів і щитів. Селяни мали на озброєні сокири, рогатини і коси, а замість панцира носили тверді лляні сорочки, виварені у маслі. Поширеним у війську було використання кучми, типового волоського головного убору.
Основу молдавського війська становила піхота. Бояри служили переважно кінними. Вільні хуторяни резеші, які жили самоврядними громадами, незалежними від бояр чи господаря, формували легку піхоту і кінноту. За правління Стефана III молдавани стали використовувати гармати. Замки й укріплення будувалися з дерева, каменю або цегли. Найвідомішими з них є фортеці Хотина, Сорок, Орхеї, Бендер, Білгорода. Кожна фортеця мала гарнізон, яким командував голова (пиркелаб).
У молдавському війську було поширене найманство. У ньому служили представники різних народів Балкан і Причорномор'я: русини, угорці, німці, татари, турки, серби та інші. З XVII ст. до молдаван часто наймалися запорозькі козаки. Піддані Молдавського князівства так само служили найманцями у сусідів. Зокрема з «волохів» комплектувалися кінні компанійські та сердюцькі полки українських гетьманів.
З моменту поразки в битві під Обертином почався процес поступової втрати української державності в Молдавії. Молдавське князівство втратило титул збирача православних земель, яким володіла після Київської Русі.
Після поразки Молдавії у Прутському поході 1711 року їй було заборонено мати власні збройні сили. Лише згідно з Адріанопольським договором 1829 року князівство отримало дозвіл частково відновити свою армію.

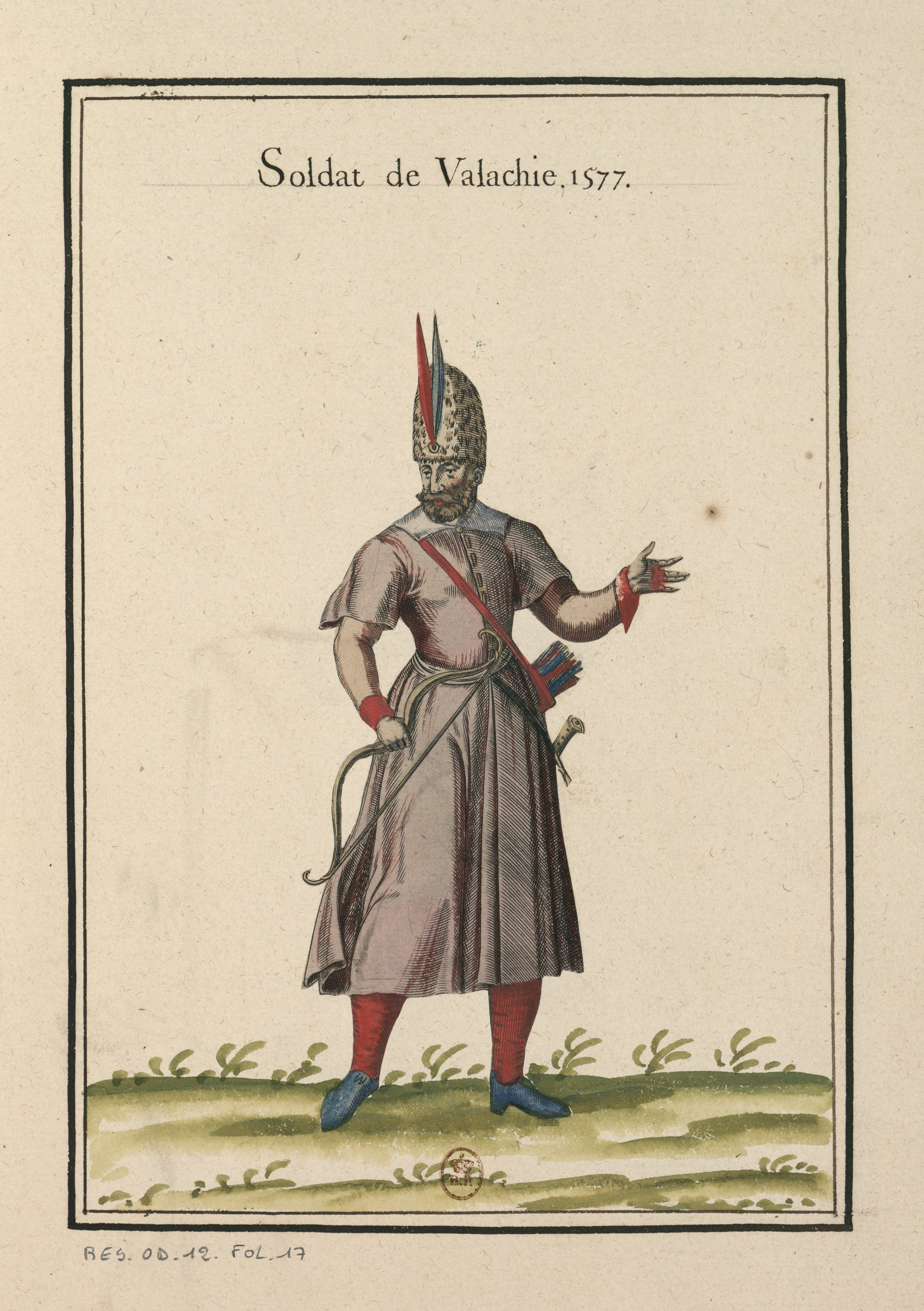
Волоський лучник
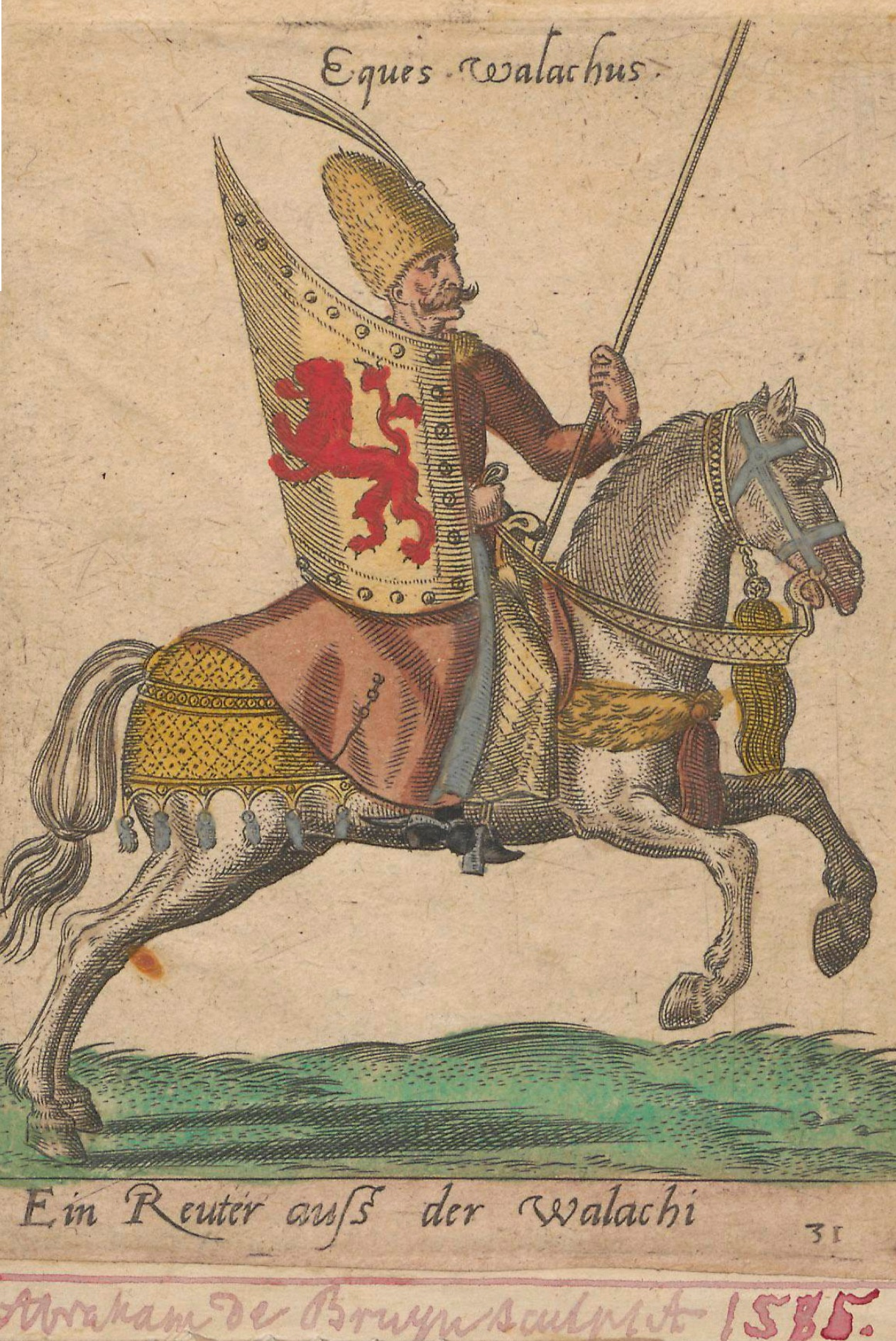
Волоський вершник XVI ст.
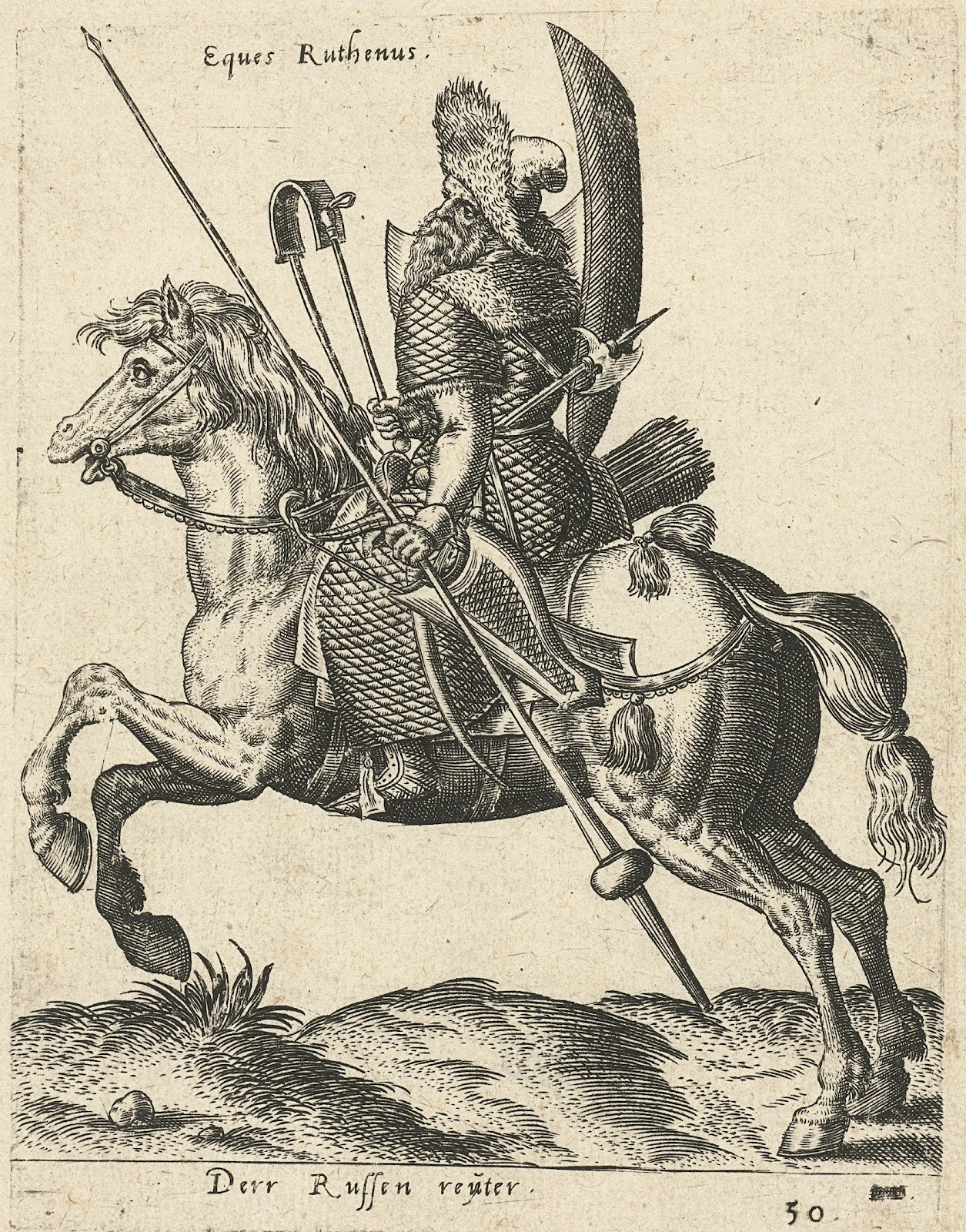
Русинський вершник XVI ст.
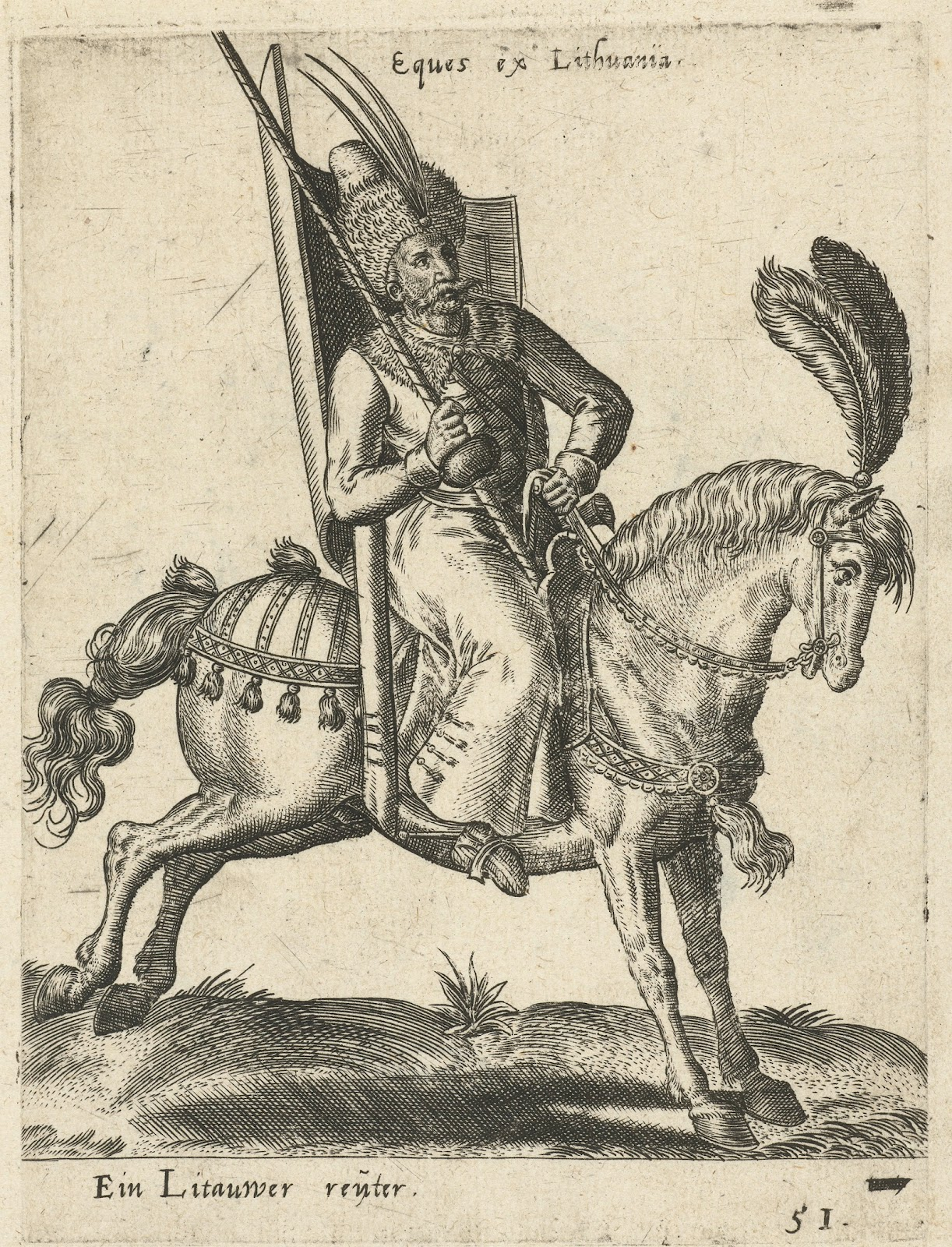
Литовський вершник XVI ст.
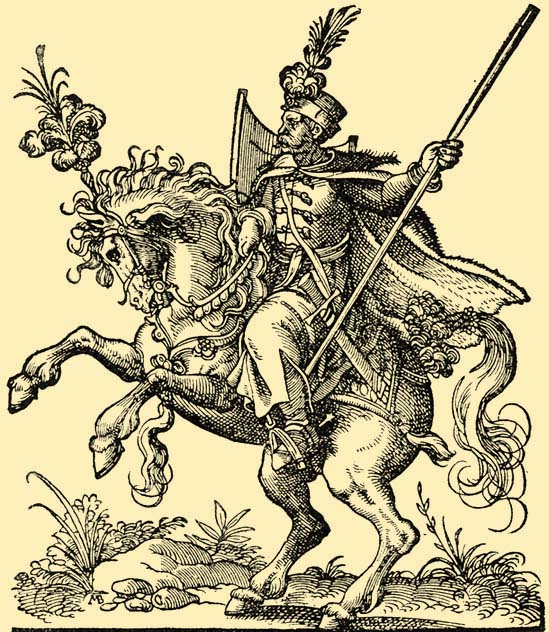
Мадярський гусар XVI ст.

### Церква
монастирі: Путнянський (1466)

## Економіка
У XIV—XVI ст. Молдавське князівство випускало власну валюту — срібні молдавські гроші. Вперше вони почали карбуватися в Сучаві, за воєводи Петру I (1375—1391). Гроші були в обігу не лише на теренах Молдавії, а також Русі, Литви, Польщі, Угорщини, Богемії, землях Османської імперії тощо. Після васалізації Молдавії Османами карбування молдавських грошів заборонили. Замість них стали циркулювати монети сусідніх країн: талери, дукати, угії, флорини, цехіни, аспри, динари, польські гроші тощо.

## Населення

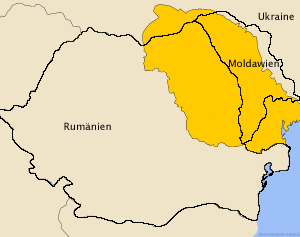
На тлі сучасних кордонів

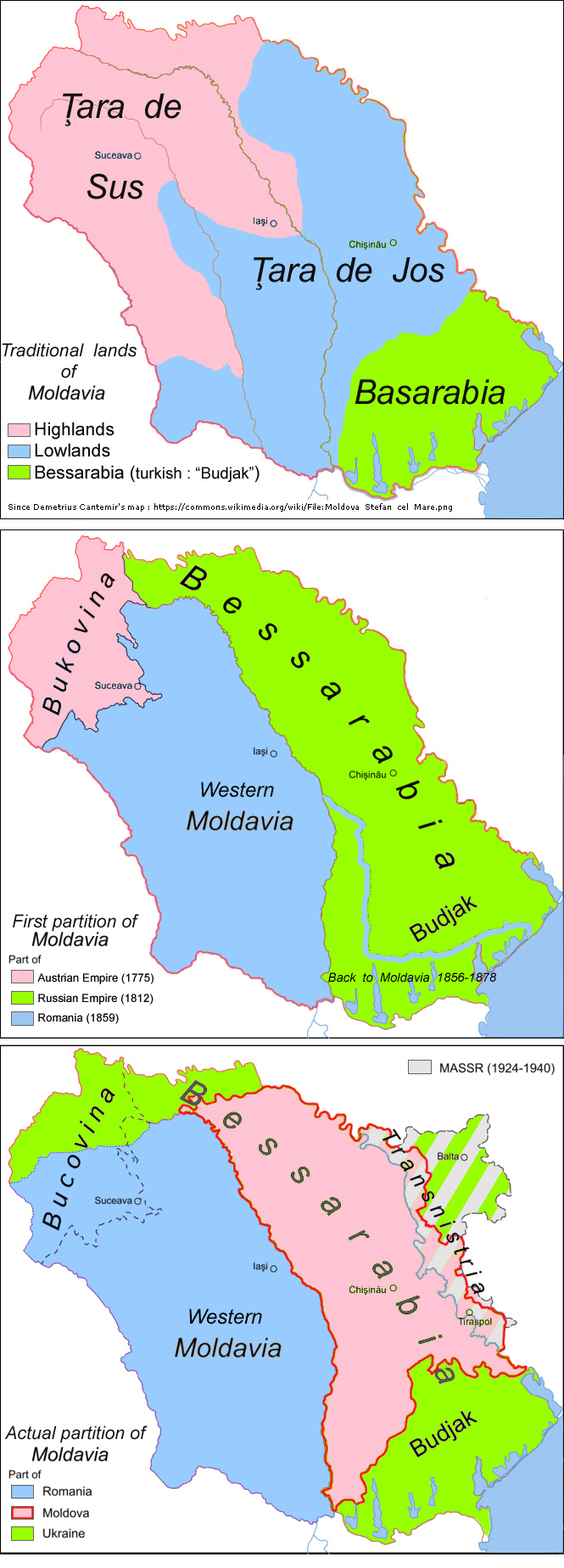
Молдавія протягом століть.

У VI — XI століттях землі князівства були заселені слов'янами з Антського союзу - знаними вже з 10 століття як тиверці, які поглинули залишки місцевого дако-скіфського населення, що не зазнало романізації, на відміну від території Дакії. В ході навал угорців, печенігів, половців, монголо-татар регіон був зайнятий кочовими народами. З XII й до половини XIV сторіччя ці землі входили до складу Галицько-Волинського князівства. У XIII—XIV століттях, після ослаблення тюркських навал, землі майбутнього князівства заселило волоське [джерело?] населення, мігрувавши з сусідніх регіонів, зокрема з Трансильванії.
Спочатку територія держави обмежувалася незначним простором в долинах річок Молдови, Бистриці і Серету переважно з східнослов'янським населенням русинами[джерело?]: в межах території Молдавської держави станом на другу половину XIV століття перебувало 142 населених пункти з русинським населенням і лише 122 поселення, де переважали прибульці з Марамурешу і Семигороду волохи. Таким чином у другій половині XIV століття східнослов'янське населення становило дві третини від загальної кількості жителів Молдавської землі..
До кінця XIV століття територія Молдавського князівства розширилася, було приєднано безліч незаселених земель. До середини XV століття мережа розселення стабілізувалася. Більшість жителів розташовувалося в районах з найбільш сприятливими умовами для ведення лісового, тваринницького і землеробського господарства — в передгір'ях Карпат і горбистих лісових і лісостепових районах межиріч. Згідно з грамотами кінця XV — початку XVI століття в князівстві налічувалося близько 1700 сільських поселень, з яких на лівому березі Прута було тільки близько 13 %, в основному в районі Кодр і Хотинської височини. За розрахунками дослідників, до кінця XV століття в Молдавському князівстві проживало близько 220 тисяч осіб. Сільське населення складалося, в основному, з селян-общинників, феодалів і духовенства. Міста були населені ремісниками, торговцями, духовенством, військовими та представниками господарською адміністрації.
Етнічний склад сільського населення князівства був неоднорідним. На рубежі XV і XVI століть волохи, за даними ономастики, переважали тільки серед міського населення. Використовуючи дані сільській ойконимії, Л. Л. Польовий визначив частку русинів в Молдавському князівстві в середині XV століття в 39,5 %, а частку романського населення — в 48,7 %. Хоча русини (нащадки давньоруського населення Карпато-Дністровських земель) становили на момент заснування до 40 % населення Молдавії, вони займали лише 20-25 % членів Боярської Ради Стефана Великого. При цьому слідів будь-якої дискримінації слов'янського або іншого населення в князівстві ніколи засвідчено не було. Більш того, етнонім молдовани укорінився в князівстві як політонім, незалежний від етнічного походження (романського або слов'янського). Часто зустрічалися татарські села, які тут залишилися після завоювання межиріччя Прута і Дністра Молдовським князівством, а на узбережжі Чорного моря, у Бессарабії проживали буджацькі татари.
У Верхній Молдавії (Цара-де-Сус) — переважало слов'янське населення (русини-українці) — нащадки тиверців та білих хорватів, яке становило понад 60 % його жителів, хоча в цілому по князівству його частка становила близько 40 % в середині XV століття. Молдовани переважали в менш густонаселених Нямцькому, Хирлевському і Бакеуському повітах Верхньої Молдавії (Цара-де-Сус). Число (русинів-українців) постійно зростало за рахунок православних біженців з більш північних земель, які захопила Польща . Сюди ж, втім, прибували і романомовні волохи з Угорщини.
Пізніше з'явилися поселення росіян — липован. У ті роки в князівстві також проживали угорці (зокрема чанго), болгари, цигани, в невеликій кількості євреї, німці, вірмени та інші етноси.

## Цікаві факти
- Найдавніші свідчення про розробки нафтових родовищ у Молдавському князівстві з'являються 1440 р. (зокрема, опис родовища Лукечешті). 1517 р. датовані згадки про видобуток асфальту та мазуту в долині Прахови (Волощина). Господар Молдавії Дмитро Кантемир у географічному описі Молдавії «Descriptio Moldaviae» (1716 р.) зазначав, що поблизу Мойнешті є джерело «мінеральної смоли», змішаної з водою.

## Галерея

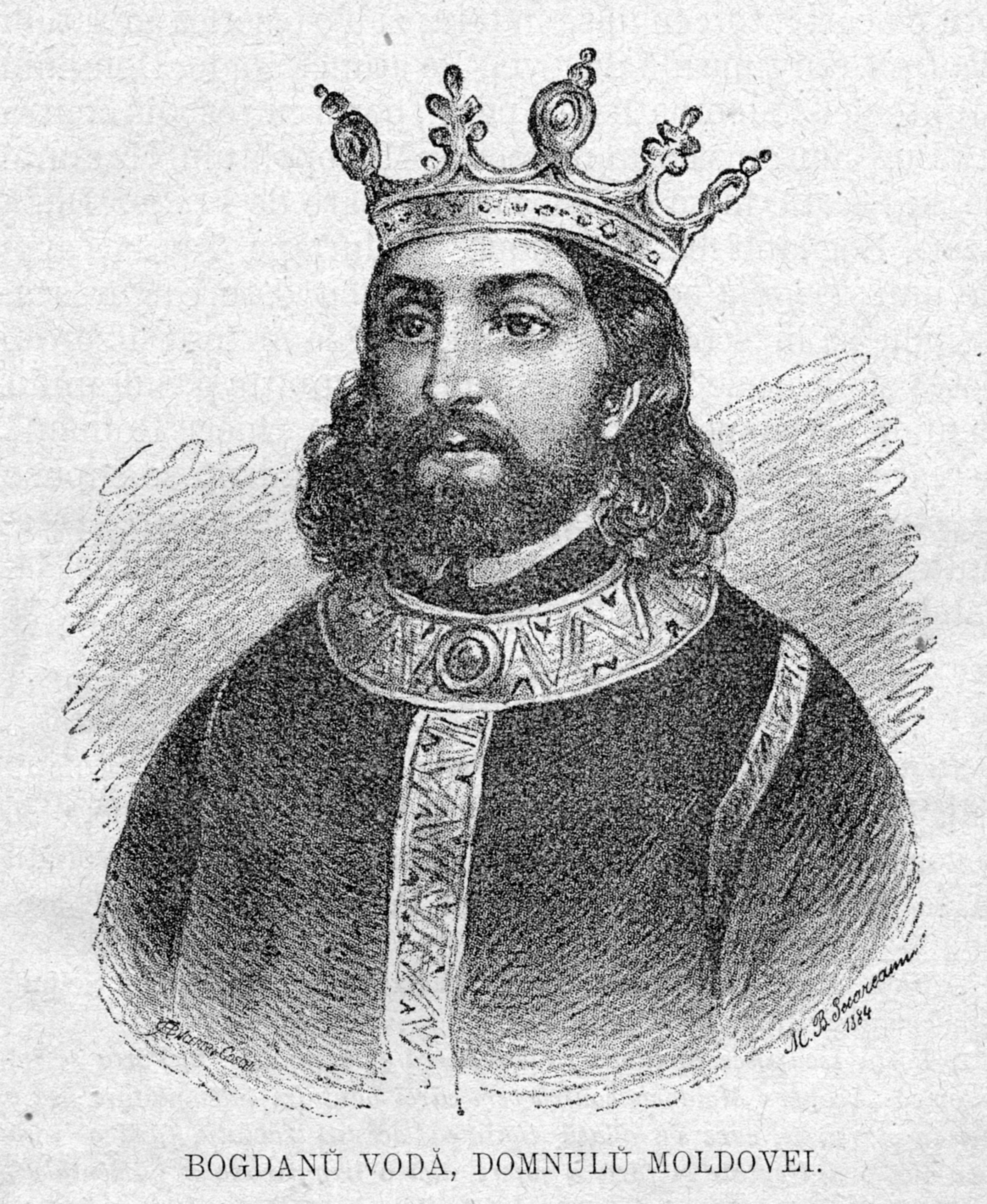
Засновник Молдавського князівства
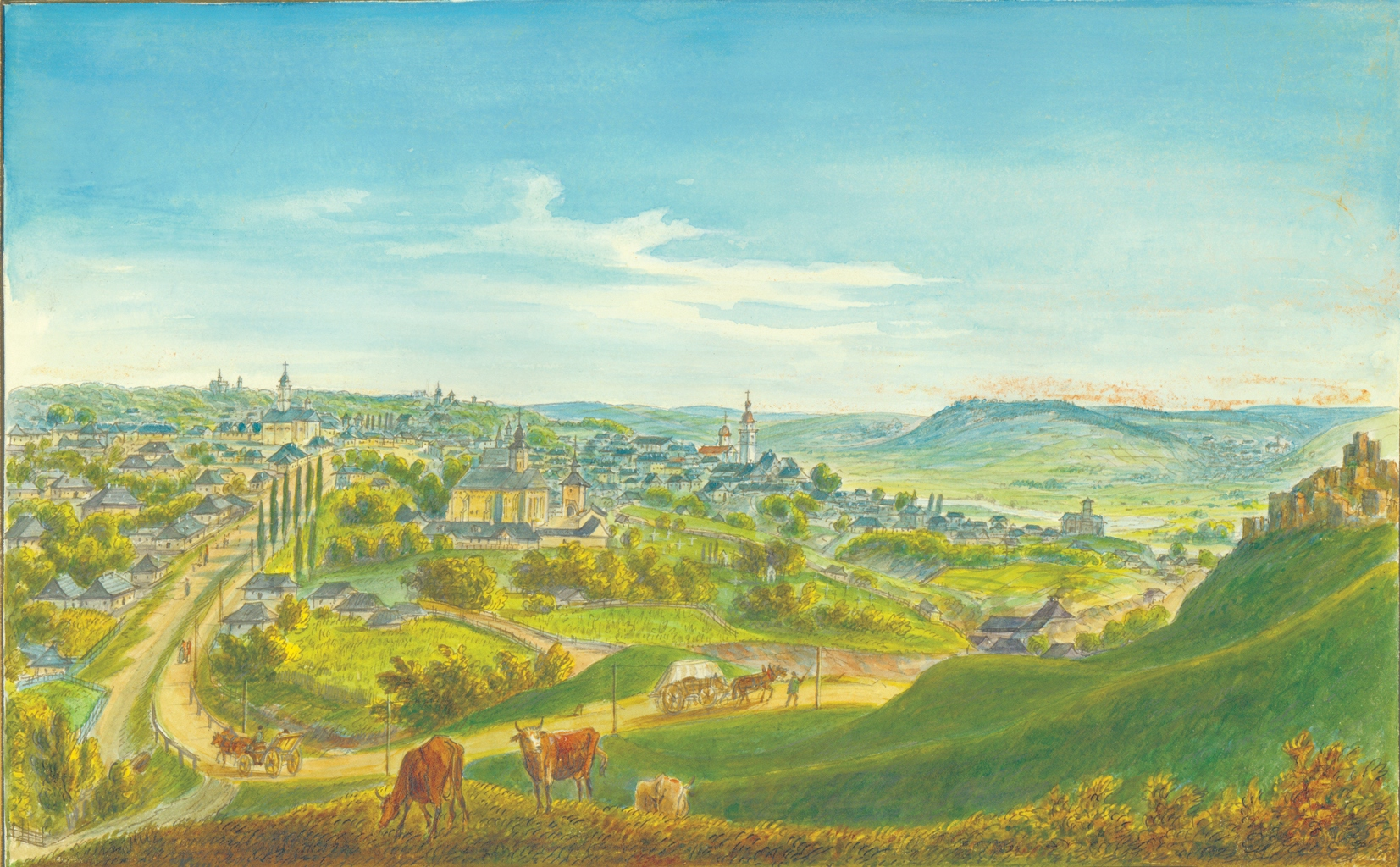
Сучава -- Столиця Молдавії до 1680
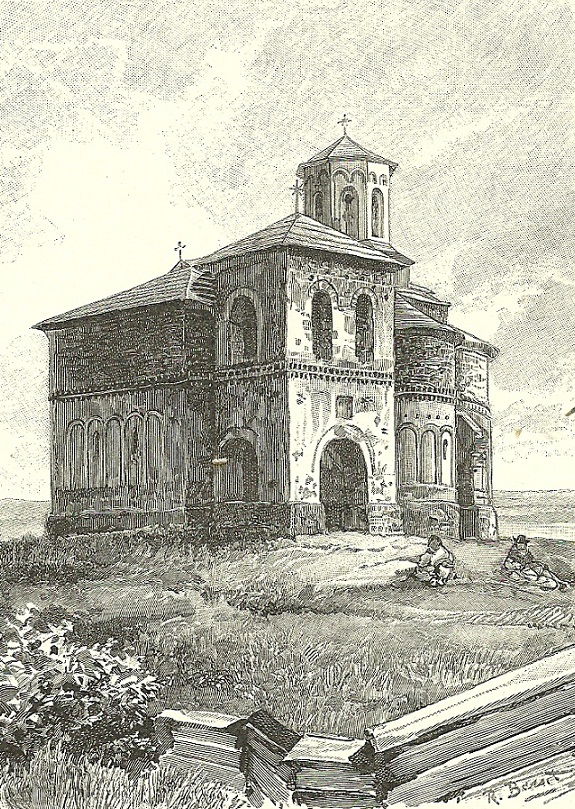
Церква Св. Юрія в Сучаві 1374
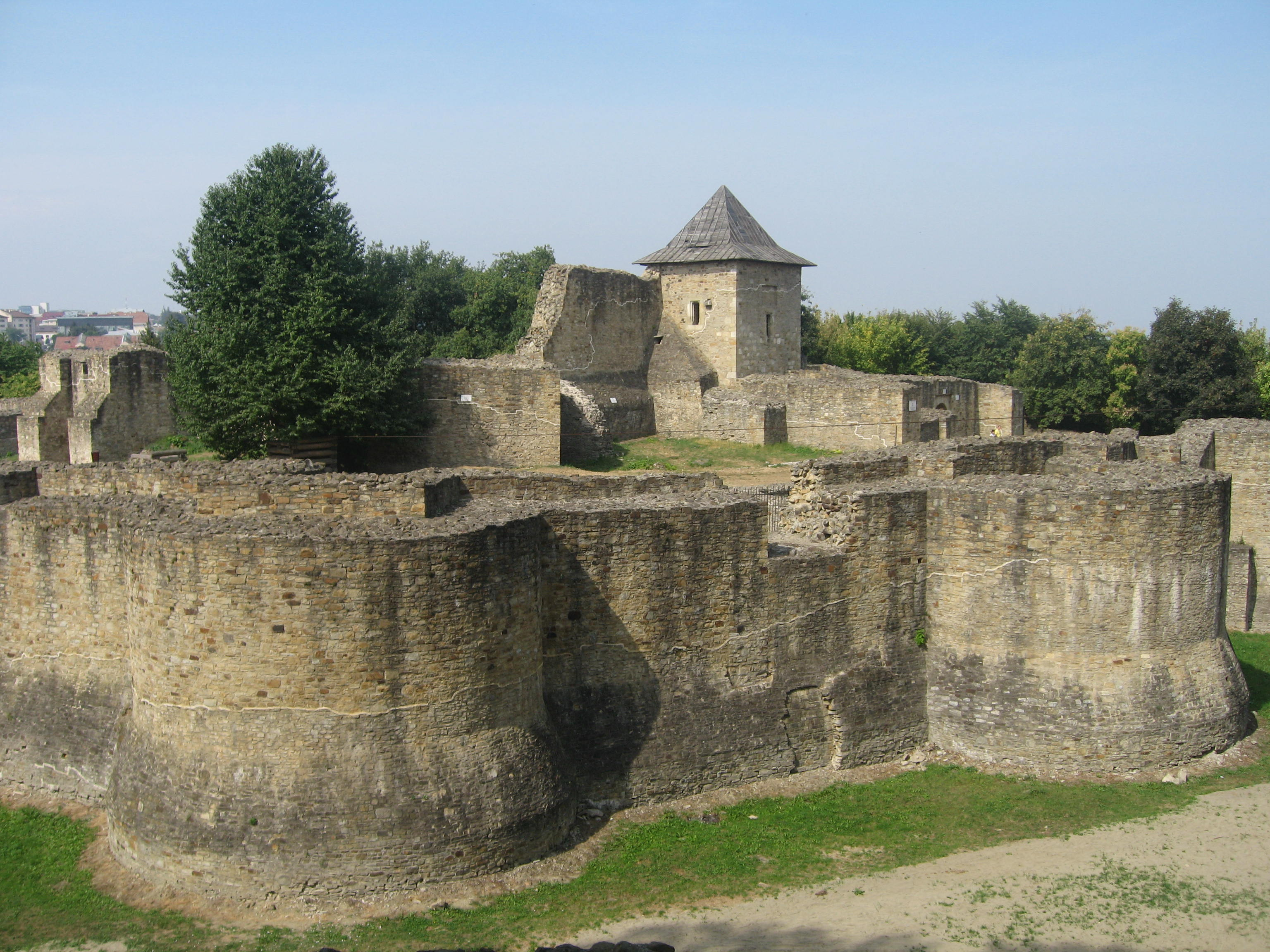
Руїни княжого замку в Сучаві 1374
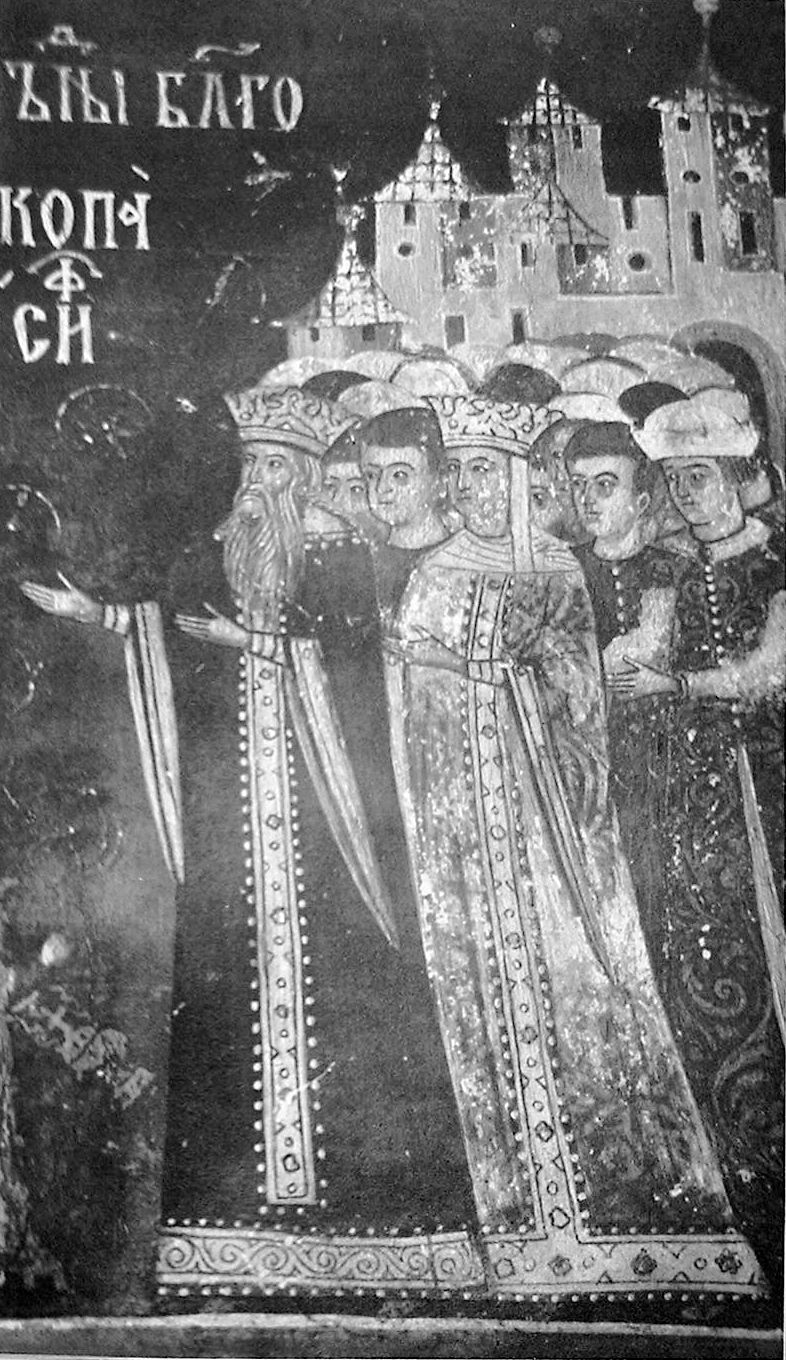
Олександр Добрий та Анна Подільська
Штефан III Великий
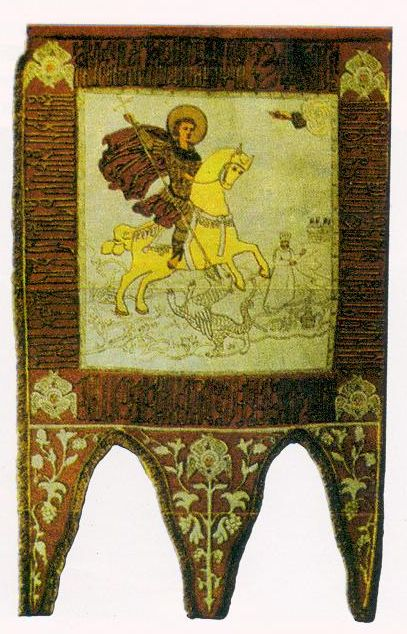
Корогва Степана Великого
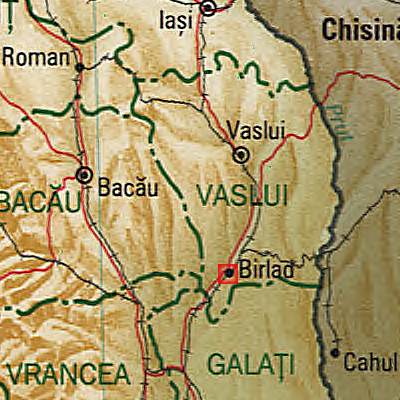
Берлад -- Столиця Нижньої Молдавії
Печатка Степана Великого
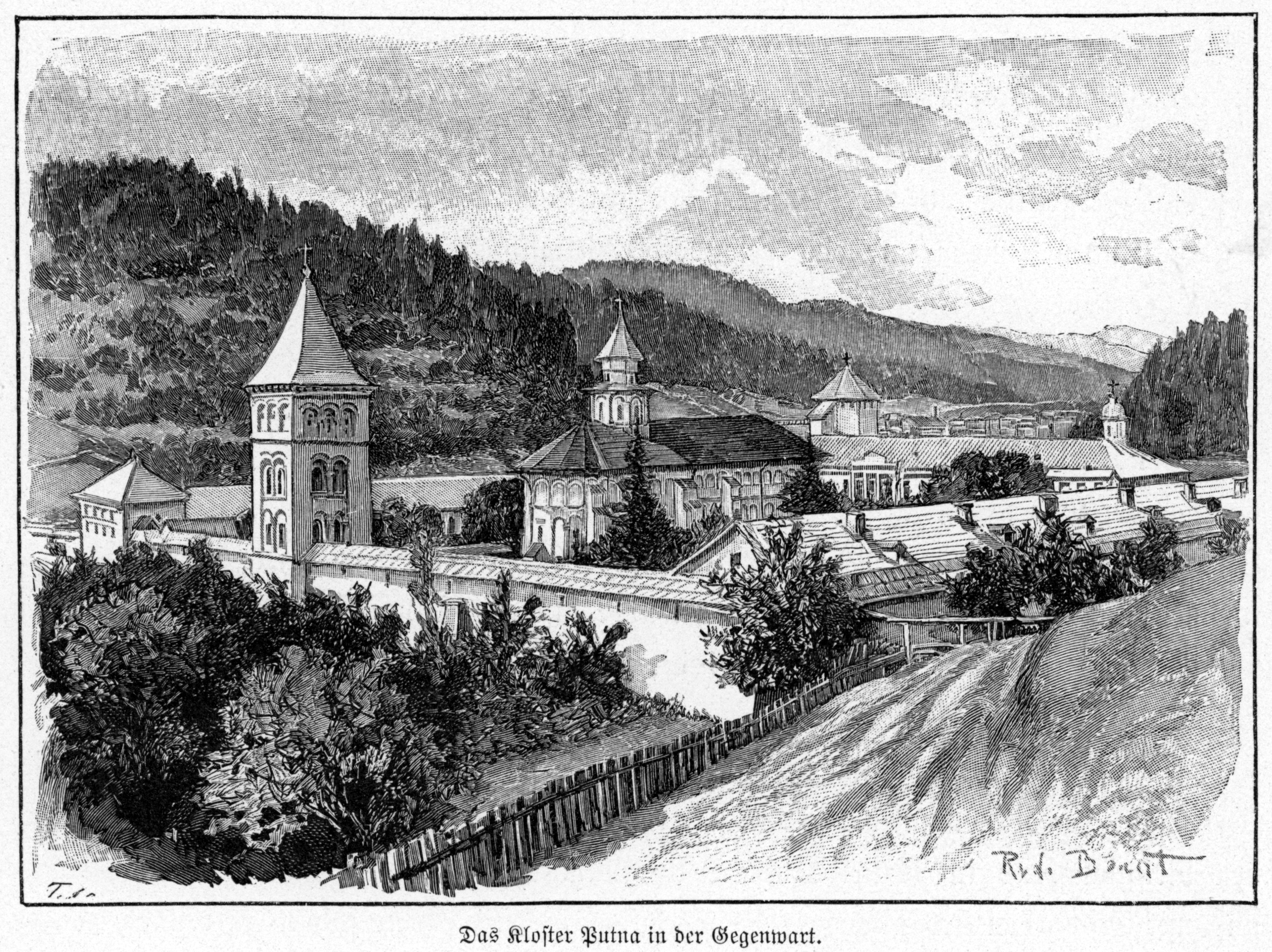
Монастир Путна
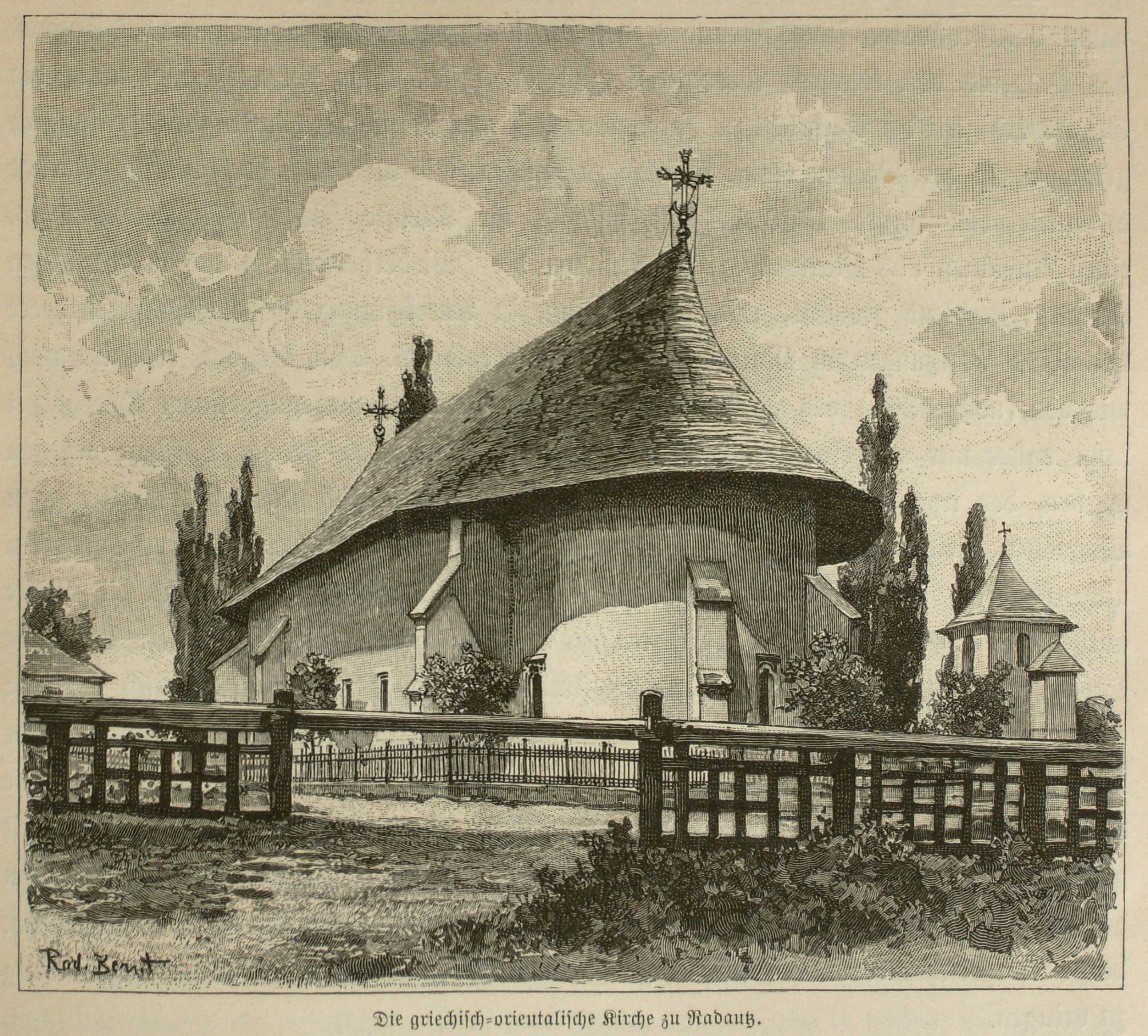
Церква Св. Миколая в Радівцях 1480
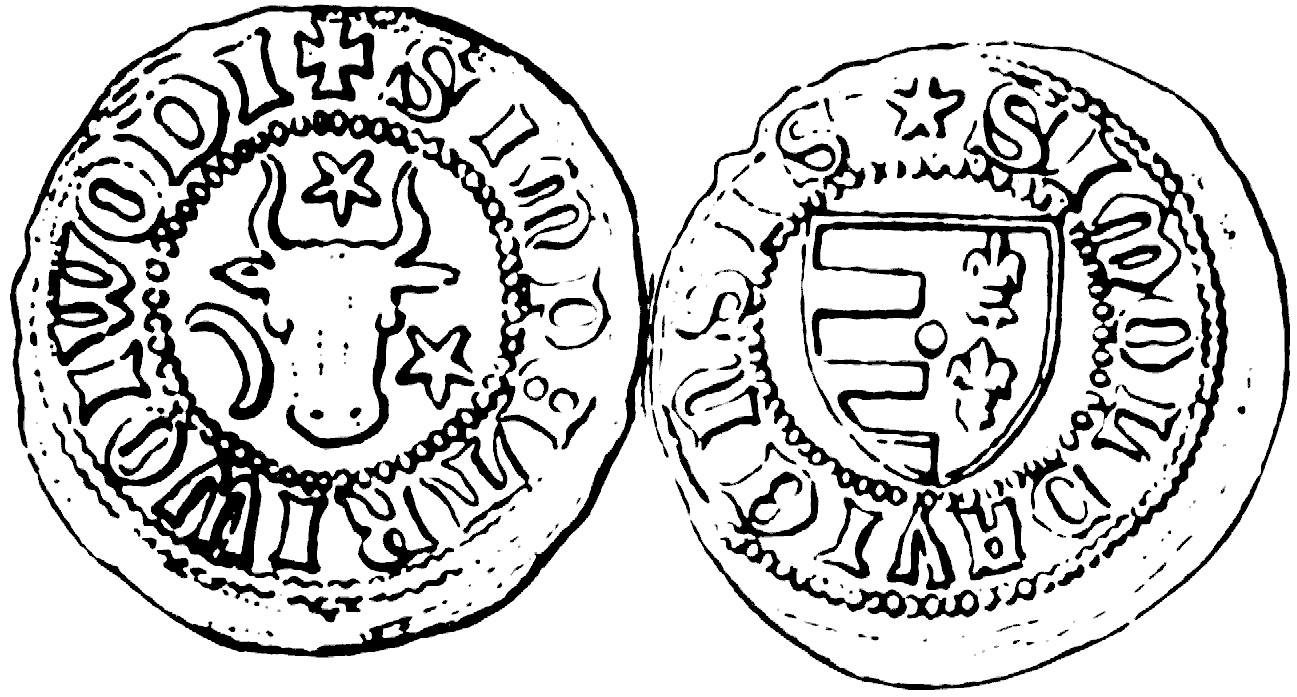
Монета Петра Мушата

### Довідники
- Васильєв В. В., Чучко М. К. Молдавське князівство [Архівовано 27 вересня 2016 у Wayback Machine.] // Енциклопедія історії України : у 10 т. / редкол.: В. А. Смолій (голова) та ін. ; Інститут історії України НАН України. — К. : Наукова думка, 2010. — Т. 7 : Мл — О. — С. 27. — ISBN 978-966-00-1061-1.
- Молдовське князівство [Архівовано 25 березня 2017 у Wayback Machine.] // Юридична енциклопедія : [у 6 т.] / ред. кол.: Ю. С. Шемшученко (відп. ред.) [та ін.]. — К. : Українська енциклопедія ім. М. П. Бажана, 2001. — Т. 3 : К — М. — 792 с. — ISBN 966-7492-03-6.